# Euagra monoscopa
Euagra monoscopa är en fjärilsart som beskrevs av William James Kaye 1919. Euagra monoscopa ingår i släktet Euagra och familjen björnspinnare. Inga underarter finns listade i Catalogue of Life.